# Mayres (Puy-de-Dôme)
Mayres település Franciaországban, Puy-de-Dôme megyében. Lakosainak száma 197 fő (2022. január 1.). Mayres La Chapelle-Geneste, Malvières, Arlanc, Dore-l’Église, Novacelles és Saint-Sauveur-la-Sagne községekkel határos.

## Népesség
A település népességének változása:
| Lakosok száma | 182  | 189  | 200  | 200  | 201  | 198  | 197  | 197  | 197  |
|               | 2013 | 2015 | 2016 | 2017 | 2018 | 2019 | 2020 | 2021 | 2022 |